# الحية (كوكبة)
كوكبة الحية (باللاتينية:Serpens) هي كوكبة في نصف الكرة السماوية الشمالي. واحدة من 48 كوكبة مدرجة من قبل عالم الفلك بطليموس في القرن الثاني، وهي لا تزال واحدة من 88 كوكبة حديثة حددها الاتحاد الفلكي الدولي. إنها فريدة من نوعها بين الأبراج الحديثة في كونها مقسمة إلى جزأين غير متجاورين، (رأس الحية ) إلى الغرب و(ذيل الحية) إلى الشرق. بين هذين النصفين تقع كوكبة الحواء، «حامل الثعبان». في التمثيلات التصويرية، يتم تمثيل جسد الحية على أنه يمر خلف الحواء بين مو الحية في رأس الحية ونو الحية في رأس الحية.
ألمع نجم في كوكبة الحية هو النجم العملاق الأحمر عنق الحية، أو Unukalhai، في رأس الحية، مع قوته الظاهرة 2.63. يوجد أيضًا في رأس الحية الكتلة الكروية للعين المجردة مسييه 5 ومتغيرات العين المجردة الحية 4 والحية تاو4. تشمل الأجسام البارزة خارج المجرة سداسية زايفرت، وهي واحدة من أكثر مجموعات المجرات المعروفة كثافة ؛ أرب 220، مجرة الأشعة تحت الحمراء النموذجية فائقة السطوع؛ مجرة هوغ، أشهر فئة من المجرات النادرة جدًا والمعروفة باسم المجرات الحلقية .
يمر جزء من طائرة مجرة درب التبانة عبر رأس الحية، وهي بالتالي غنية بأجسام المجرة في أعماق السماء، مثل سديم النسر (IC 4703) والعنقود النجمي المرتبط به ميسييه 16. يقيس السديم 70 سنة ضوئية في 50 سنة ضوئية ويحتوي على أعمدة الخلق، وهي ثلاث غيوم غبارية اشتهرت بالصورة التي التقطها تلسكوب هابل الفضائي. تشمل الأجسام الأخرى المدهشة سديم المربع الأحمر، وهو أحد الأجسام القليلة في علم الفلك التي تتخذ شكل مربع؛ وويسترهوت 40، وهي منطقة تشكل نجوم قريبة ضخمة تتكون من سحابة جزيئية ومنطقة هيدروجين II.

## تاريخ

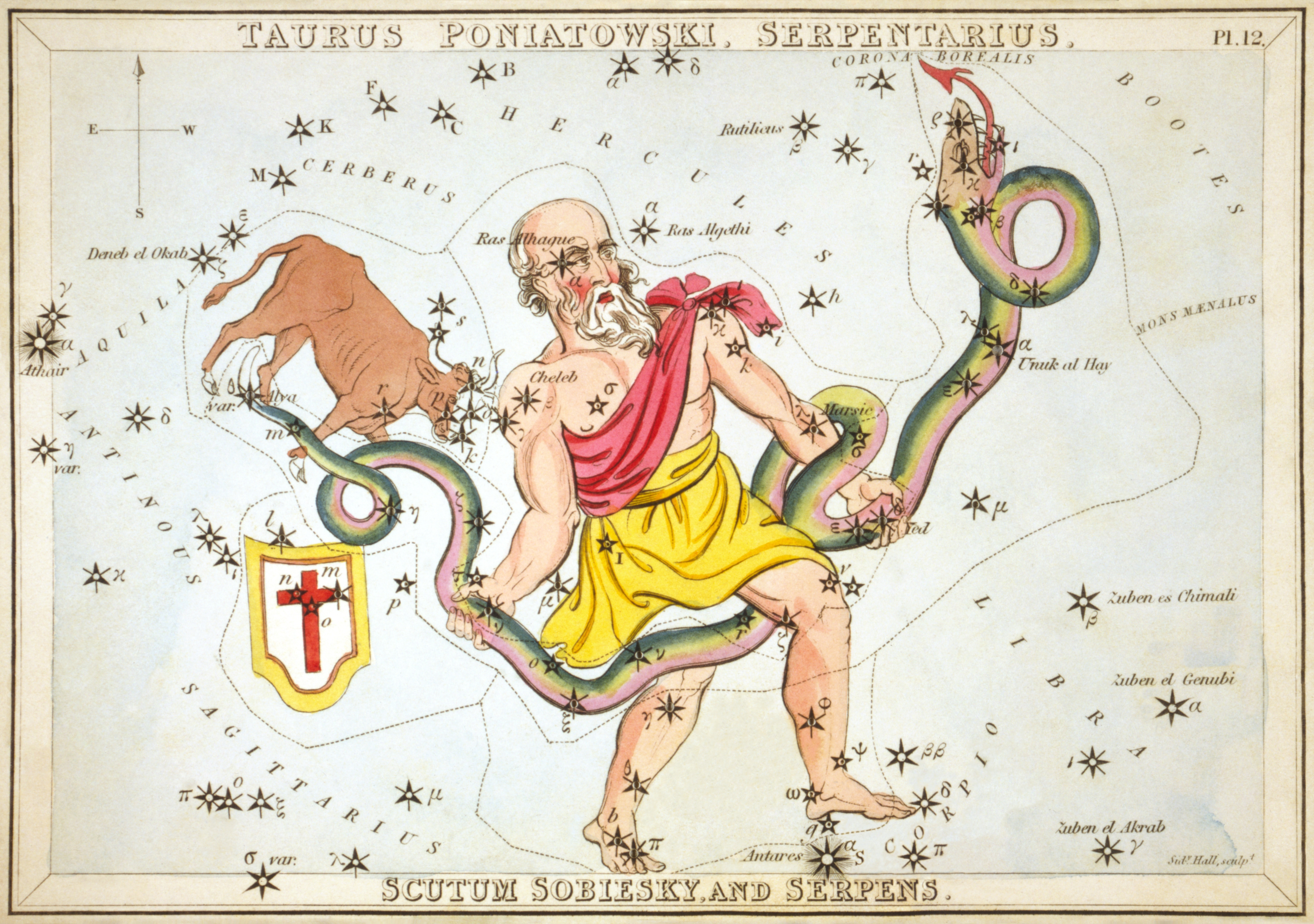
الثعابين التي يحملها الحواء، كما هو موضح في مرآة يورانيا، وهي مجموعة من بطاقات الأبراج المنشورة في لندن ج. 1825. فوق ذيل الثعبان هو كوكبة الآن، عفا عليها الزمن الثور بوناتوفي في حين أدناه هو الترس الطبلي

في الأساطير اليونانية، يمثل كوكبة الحية ثعبانًا يحمله المعالج أسقليبيوس. يمثله في السماء كوكبة الحواء، قتل أسكليبيوس ثعبانًا مرة واحدة، ولكن تم إحياء الحيوان بعد أن وضع ثعبان ثان عشبة إحياء عليه قبل موته. عندما كانت الثعابين تتخلص من جلدها كل عام، كانت تُعرف كرمز للولادة الجديدة في المجتمع اليوناني القديم، وتقول الأسطورة إن أسكليبيوس كان يعيد إحياء البشر الأموات باستخدام نفس الأسلوب الذي شهده. على الرغم من أن هذا هو منطق وجود الحية مع الحواء، إلا أن السبب الحقيقي لا يزال غير معروف تمامًا. في بعض الأحيان، تم تصوير الحية على أنها تلتف حول الحواء، لكن غالبية الأطالس أظهرت أن كوكبة الحية يمر إما خلف جسد الحواء أو بين ساقيه.
في بعض الأطالس القديمة، تم تصوير الأبراج السربينز والحواء على أنها مجموعتان منفصلتان من الأبراج، على الرغم من أنها كانت تظهر في كثير من الأحيان على أنها كوكبة واحدة. كان يوهان باير أحد الشخصيات البارزة التي تصور كوكبة الحية بشكل منفصل. وهكذا، تم تصنيف نجوم كوكبة الحية بتسميات باير منفصلة عن تلك الخاصة بـ الحواء. عندما أسس يوجين دلبورت حدود الكوكبة الحديثة في عشرينيات القرن الماضي، اختار تصوير الاثنين بشكل منفصل. ومع ذلك، فقد طرح هذا مشكلة كيفية فصل الكوكبين، حيث قرر ديبورتي تقسيم كوكبة الحية إلى منطقتين الرأس والذيل مفصولة عن كوكبة الحواء. أصبحت هاتان المنطقتان تعرفان باسم رأس الحية وذيل الحية caput هي الكلمة اللاتينية للرأس وcauda الكلمة اللاتينية التي تعني الذيل.
في علم الفلك الصيني، تمثل معظم نجوم كوكبة الحية جزءًا من جدار يحيط بسوق، يُعرف باسم تيانشي، كان موجودًا في الحواء وجزءًا من الاله هرقل. تحتوي كوكبة الحية أيضًا على عدد قليل من الأبراج الصينية. نجمتان في الذيل تمثلان جزءًا من شيلو، البرج مع مكتب السوق. نجمة أخرى في الذيل تمثل محلات المجوهرات ليزي. نجمة واحدة في الرأس تميز تيانرو، ممرضة ولي العهد، أو تمطر أحيانًا.
كان هناك نوعان من الأبراج «الحية» في علم الفلك البابلي، والمعروفين باسم ميشيوسي وباشمو. يبدو أنه تم تصوير ميشيوسي على أنه مزيج من تنين وأسد وطائر، وكان يتوافق بشكل فضفاض مع الشجاع . كان باشمو أفعى ذات قرون (را نينجيشزيدا) ونحو يتوافق مع كوكبة من اوفيس إيودوكسوس من كنيدوس الذي يستند اوفيس (الحية) لبطليموس.

## مميزات
كوكبة الحية هي الوحيدة من بين 88 كوكبة حديثة يتم تقسيمها إلى منطقتين منفصلتين في السماء:رأس الحية (الرأس) وذيل الحية (الذيل). الكوكبة أيضًا غير عادية من حيث أنها تعتمد على كوكبة أخرى للسياق ؛ على وجه التحديد، يتم الاحتفاظ بها من قبل حامل الثعبان الحواء.
يحد راس الحية برج الميزان من الجنوب، والعذراء والعواء من الغرب، والإكليل الشمالي من الشمال، والحواء والجاثي من الشرق؛ يحد ذيل الحية القوس من الجنوب، الترس والعقاب من الشرق، الحواء من الشمال والغرب. تبلغ مساحتها الإجمالية 636.9 درجة مربعة، وهي تحتل المرتبة 23 من أصل 88 كوكبة في الحجم. يظهر بشكل بارز في كل من السماء الشمالية والجنوبية خلال صيف نصف الكرة الشمالي. تتكون نجمتها الرئيسية من 11 نجمة، وإجمالي 108 نجوم أكثر سطوعًا من قوتها 6.5 درجة، وهو الحد التقليدي للرؤية بالعين المجردة.
يتم تحديد حدود راس الحية، كما حددها عالم الفلك البلجيكي يوجين جوزف ديلبورت في عام 1930، بواسطة مضلع من 10 جوانب، بينما يتم تحديد ذيل الحية بواسطة مضلع من 22 جانبًا. في نظام الإحداثيات الاستوائية، تقع إحداثيات الصعود الصحيحة لحدود راس الحية بين 15سا 10.4د و 16سا 22.5د، اعتمد الاتحاد الفلكي الدولي (IAU) الاختصار المكون من ثلاثة أحرف "Ser" للكوكبة في عام 1922.

## سمات

### النجوم

#### نجوم الرأس

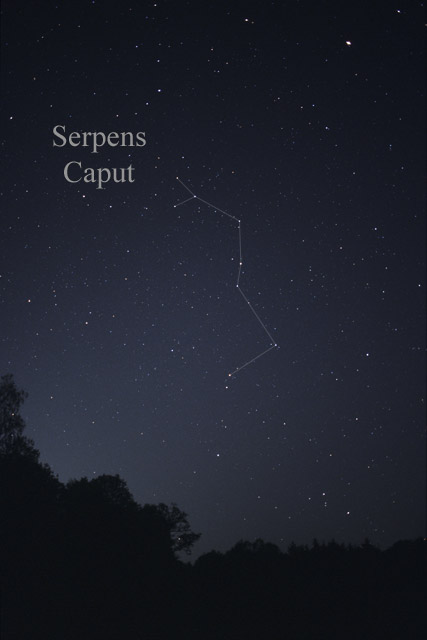
كوكبة رأس الحية كما يمكن رؤيتها بالعين المجردة

يميز قلب الثعبان النجم اللامع في الكوكبة، عنق الحية. يُطلق عليه تقليديًا اسم Unukalhai، وهو عملاق أحمر من النوع الطيفي K2III يقع على بعد حوالي 23 فرسخ فلكي مع حجم بصري قدره 2.630 ± 0.009، مما يعني أنه يمكن رؤيته بسهولة بالعين المجردة حتى في المناطق ذات التلوث الضوئي الكبير. رفيق خافت في مدار حول النجم العملاق الأحمر، على الرغم من أنه غير مرئي للعين المجردة. يقع ثعبان لامدا بالقرب من الفا، حيث تبلغ قوته 4.42 ± 0.05 نجمة إلى حد ما تشبه الشمس وتقع على بعد 12 فرسخ فلكي فقط. نظير آخر للطاقة الشمسية في كوكبة الحية هو النجم الأساسي بسي الحية، وهو نجم ثنائي  يقع بعيدًا قليلاً في حوالي 14 فرسخ فلكي.
بيتا، غاما، وايوتا سيربنتيس شكل شكل مثلث مميز بمناسبة رأس الثعبان، مع كابا سيربنتيس (الاسم الصحيح هو جودجا) يجري تقريبا في منتصف الطريق بين غاما وذرة. ألمع الأربعة مع حجم ظاهري يبلغ حوالي 3.67 ، بيتا سيربنتيس هو نجم تسلسل رئيسي أبيض يبعد حوالي 160 فرسخ فلكي. ومن المرجح أن نجم قريب 10 درجة يرتبط جسديا مع بيتا، على الرغم من أنه ليس من المؤكد. ال متغير ميرا آر سيربنتيس، تقع بين بيتا وغاما، مرئية للعين المجردة بحد أقصى 5 درجات، ولكن، نموذجية لمتغيرات ميرا، يمكن أن تتلاشى إلى أقل من 14 درجة. غاما سيربنتيس نفسه هو نوع و العملاق يقع فقط 11 فرسخ فلكي بعيد وبالتالي فهو مشرق للغاية، حيث يبلغ حجمه 3.84 0 0.05. من المعروف أن النجم يظهر التذبذبات الشبيهة بالطاقة الشمسية.
تشكل دلتا سيربنتيس جزءًا من جسم الثعبان بين القلب والرأس، وهي عبارة عن نظام متعدد النجوم  حوالي 70 فرسخ فلكي من الأرض. يتكون النظام من أربعة نجوم، ويبلغ الحجم الظاهري الإجمالي لهذا النظام 3.79 كما يُنظر إليه من الأرض،  على الرغم من أن اثنين من النجوم، مع الحجم الظاهري المشترك 3.80، يوفران كل الضوء تقريبًا. الأساسي، العملاق الأبيض، هو متغير دلتا الترس بمتوسط حجم ظاهر يبلغ 4.23. تم وضعه بالقرب من دلتا، سواء في سماء الليل ومن المحتمل في الفضاء الفعلي على مسافة تقدر بحوالي 70 فرسخ فلكي، نجم الباريوم الحية 16. نجم آخر متغير بارز يمكن رؤيته بالعين المجردة هو تشي الحية، وهو متغير نجوم ألفا كلاب الصيد يقع في منتصف الطريق بين دلتا وبيتا والذي يختلف عن متوسط سطوعه البالغ 5.33 × 0.03 درجة على مدى 1.5 يومًا تقريبًا.
النجمان في رأس الحية اللذان يشكلان جزءًا من جسم الحية أسفل القلب هما ايبسيلون ومو الحية، وكلاهما من النجوم من النوع A.  كلاهما له خصوصية: إبسيلون هو نجم إيه ام،  بينما مو هو ثنائي. تقع إلى الشمال الغربي قليلاً من Mu وهي الحية 36، وهي نجمة أخرى من النوع A الرئيسي. هذا النجم أيضا له خصوصية. إنه ثنائي مكونه الأساسي هو نجم لامدا بوتيس، مما يعني أنه يحتوي على كميات شبيهة بالطاقة الشمسية من الكربون والنيتروجين والأكسجين، بينما يحتوي على كميات منخفضة جدًا من عناصر ذروة الحديد. الحية 25 ، الموجود على بعد درجات قليلة شمال شرق الحية مو، هو ثنائي طيفي يتكون من عملاق ساخن من النوع B ونجم من النوع A. الأساسي هو نجم B ينبض ببطء، مما يتسبب في اختلاف النظام بمقدار 0.03 درجة.
تحتوي كوكبة رأس الحية على العديد من متغيرات RR ليريا، على الرغم من أن معظمها خافت جدًا بحيث لا يمكن رؤيته بدون التصوير الفوتوغرافي الاحترافي. ألمع هو الحية في واي، فقط من الدرجة العاشرة. تتزايد فترة هذا النجم بنحو 1.2 ثانية في كل قرن. نجم متغير من نوع مختلف هو الحية تاو4، عملاق أحمر بارد ينبض بين 5.89 و 7.07 في 87 يومًا. تم العثور على هذا النجم لعرض ملف تعريف الدجاجة P معكوس،  حيث يؤدي تدفق الغاز البارد على النجم إلى إنشاء خطوط امتصاص هيدروجين منقولة إلى الأحمر بجوار خطوط الانبعاث العادية.
تم العثور على العديد من النجوم في كوكبة الحية لها كواكب. ألمع نجم في الحية أوميغا، الواقعة بين إبسيلون ومو، هو عملاق برتقالي بكوكب لا يقل عن 1.7 كوكب المشتري. الحية ان ان، وهو ثنائي خسوف لما بعد المغلف يتألف من قزم أبيض وقزم أحمر، المحتمل جدًا أن يكون لهما كوكبان يسببان اختلافات في فترة الخسوف. على الرغم من أنه لا يحتوي على كوكب، فقد وجد أن التناظرية الشمسية HD 137510 لها رفيق قزم بني داخل صحراء القزم البني .
PSR B1534 + 11 عبارة عن نظام يتكون من نجمين نيوترونيين يدوران حول بعضهما البعض، أحدهما نجم نابض تبلغ مدته 37.9 مللي ثانية. يقع على بعد حوالي 1000 فرسخ فلكي، تم استخدام النظام لاختبار نظرية ألبرت أينشتاين للنسبية العامة، والتحقق من صحة المعلمات النسبية للنظام في حدود 0.2 ٪ من القيم التي تنبأت بها النظرية. تم العثور على انبعاث الأشعة السينية من النظام موجود عندما يتقاطع النجم غير النابض مع الرياح النابضة الاستوائية للنجم النابض، ووجد أن مدار النظام يختلف قليلاً.

#### نجوم الذيل

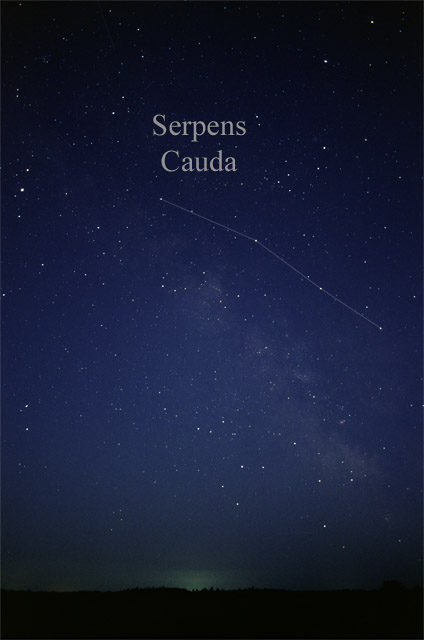
كوكبة Serpens (Cauda) كما يمكن رؤيتها بالعين المجردة

ألمع نجم في الذيل، ايتا الحية، يشبه النجم الأساسي الفا الحية من حيث أنه عملاق أحمر من الفئة الطيفية K. ومع ذلك، من المعروف أن هذا النجم يعرض تذبذبات شبيهة بالشمس على مدار 2.16 ساعة تقريبًا. النجمان الآخران في ذيل الحية يشكلان نجمته هما ثيتا و Xi الحية، حيث تعبر النجوم إلى مو الحية في الرأس، هي نظام نجمي ثلاثي  يقع على بعد حوالي 105 فرسخ فلكي. اثنان من النجوم، مع الحجم الظاهري مجتمعة حوالي 3.5، يشكلان ثنائيًا طيفيًا مع فصل زاوي يبلغ 2.2 ملي ثانية قوسية فقط،  وبالتالي لا يمكن حلها باستخدام المعدات الحديثة. الأساسي هو عملاق أبيض به فائض من السترونتيوم. ثيتا، التي تشكل طرف الذيل، هي أيضًا نظام متعدد، يتكون من نجمين متسلسلين من النوع A مع حجم ظاهر مجتمعي يبلغ حوالي 4.1 مفصولة بنصف دقيقة قوسية تقريبًا.
تقع بالقرب من الحدود مع الحواء هي زيتا ونو واوميكرون الحية . الثلاثة نجوم من الدرجة الرابعة من حيث التسلسل الرئيسي، مع كون نو وأوميكرون من النوع الطيفي A  وكون زيتا من النوع الطيفيF. نو هو نجم واحد  مع حجم 9 رفيق بصري، بينما أو ميكرون هو متغير دلتا شيلد مع تغيرات في السعة بمقدار 0.01. في عام 1909، ظهر المستعر التكافلي  ار تي الحية بالقرب من اوميكرون، على الرغم من أنه وصل إلى الحد الأقصى فقط من 10.
النظام النجمي الحية 59، المعروف أيضًا باسم الحية d، هو نظام نجمي ثلاثي يتكون من ثنائي طيفي يحتوي على نجم من النوع A وعملاق برتقالي  وعملاق برتقالي ثانوي. يُظهر النظام اختلافات غير منتظمة في السطوع بين القدر 5.17 و5.2. في عام 1970 ، ظهر الحية الجديدFH شمال الحية 59 بقليل، ووصل سطوعه الأقصى إلى 4.5. يوجد أيضًا بالقرب من الحية 59 في سحابة الحية العديد من متغيراتجبارMWC 297 هو أحد نجوم هيربيغ Ae/Be الذي أظهر في عام 1994 توهجًا كبيرًا للأشعة السينية وزاد في لمعان الأشعة السينية بمقدار خمس مرات قبل العودة إلى حالة الهدوء. يبدو أيضًا أن النجم يمتلك قرصًا نجميًا. متغير جبار آخر في المنطقة هو الحية في في، وهو نجم هيربيج أي تم العثور عليه لعرض نبضات دلتا شيلد. تم العثور على الحية في في أيضًا، مثل MWC 297، به قرص مغبر يحيط به، وهو أيضًا نجم اوريونيسUX، مما يعني أنه يظهر اختلافات غير منتظمة في سطوعه.
النجم HR 6958، المعروف أيضًا باسم الحية ام في، الذي يمكن رؤيته بالعين المجردة. إن وفرة المعدن للنجم أعلى بعشر مرات من الشمس لمعظم المعادن في ذروة الحديد وتصل إلى 1000 مرة أكثر للعناصر الثقيلة. كما وجد أنه يحتوي على فائض من السيليكون. بالكاد يمكن رؤيته بالعين المجردة هو HD 172365، من المحتمل أن يكون شارًا ما بعد الأزرق في العنقود المفتوح IC 4756 الذي يحتوي على فائض كبير من الليثيوم. HD 172189، الموجود أيضًا في IC 4756، هو ثنائي متغير من Algol  مع فترة 5.70 يومًا. النجم الأساسي في النظام هو أيضًا متغير Delta Scuti، ويخضع لترددات نبض متعددة، والتي تتسبب، جنبًا إلى جنب مع الكسوف، في تغيير النظام بحوالي عُشر الحجم.
عندما تمر الطائرة المجرية عبرها، تحتوي ذيل الحية على العديد من نجوم OB الضخمة. العديد من هؤلاء مرئي للعين المجردة، مثل الحية NW، وهو نجم Be المبكر الذي وجد أنه متغير إلى حد ما. التباين مثير للاهتمام. وفقًا لإحدى الدراسات، يمكن أن يكون أحد أول الهجينة المكتشفة بين متغيرات بيتا سيفي والنجوم B النابضة ببطء. على الرغم من عدم رؤيته للعين المجردة، فإن HD 167971 (الحيةMY ) عبارة عن نظام ثلاثي متغير بيتا ليرا يتكون من ثلاثة نجوم شديدة السخونة من النوع او. عضو في العنقود NGC 6604،  كلا النجمين الخسوفين هما عمالقة زرقاء، أحدهما من النوع الطيفي المبكر للغاية O7.5III. النجم المتبقي إما عملاق أزرق أو عملاق خارق من النوع الطيفي المتأخر أو أو النوع بي المبكر. نظام HD 166734 هو أيضًا ثنائي ، ويتكون من عملاقين زرقاء عملاقة من النوع أو في مدار حول بعضهما البعض. أقل تطرفًا من حيث الكتلة ودرجة الحرارة هو HD 161701 ، وهو ثنائي طيفي يتكون من النوع B الأساسي والثانوي Ap ، على الرغم من أنه الثنائي الطيفي الوحيد المعروف الذي يتكون من نجم به كمية زائدة من الزئبق والمنغنيز ونجم Ap .
جنوب سديم النسر على الحدود مع القوس يوجد ثنائي الحية W الخسوف، والذي يتألف من عملاق أبيض يتفاعل مع الثانوي. تم العثور على النظام يحتوي على قرص تراكم ، وكان من أوائل الثعابين المكتشفة، والتي تحجب ثنائيات تحتوي على خطوط طيفية قوية للغاية فوق البنفسجية.  يُشتبه في أن مثل هذه الثعابين في مرحلة تطورية سابقة، وسوف تتطور أولاً إلى متغيرات دورية مزدوجة ثم متغيرات ألغول الكلاسيكية. أيضا بالقرب من سديم النسر هو الكسوف وولف-رايت الثنائي الحية سي في، ويتألف من نجم Wolf-Rayet والعملاق الفرعي من النوع O الساخن. ويحيط النظام على شكل حلقة السديم، من المحتمل تشكلت خلال المرحلة ولف-رايت من الانتخابات التمهيدية. يختلف خسوف النظام بشكل متقطع، وعلى الرغم من وجود نظريتين حول السبب، إلا أن أيًا منهما لا يتوافق تمامًا مع الفهم الحالي للنجوم.
يحتوي ذيل الحية على عدد قليل من ثنائيات الأشعة السينية. واحد من هؤلاء، GX 17 + 2، هو ثنائي منخفض الكتلة للأشعة السينية يتكون من نجم نيوتروني ، وكما هو الحال في جميع ثنائيات الأشعة السينية منخفضة الكتلة ، نجم منخفض الكتلة. تم تصنيف النظام على أنه مصدر Z يشبه Sco، مما يعني أن تراكمه قريب من حد إدنجتون. تم العثور على النظام أيضًا كل 3 أيام تقريبًا أكثر سطوعًا بحوالي 3.5 قدر ظاهري، ربما بسبب وجود نفاث السنكروترون . جهاز ثنائي آخر للأشعة السينية منخفض الكتلة ، Serpens X-1 ، يخضع أحيانًا لموجات من الأشعة السينية. استمرت إحداها على وجه الخصوص ما يقرب من أربع ساعات ، وربما يفسر ذلك احتراق الكربون في «محيط ذي عنصر ثقيل».

### كائنات السماء العميقة

#### أجسام الرأس

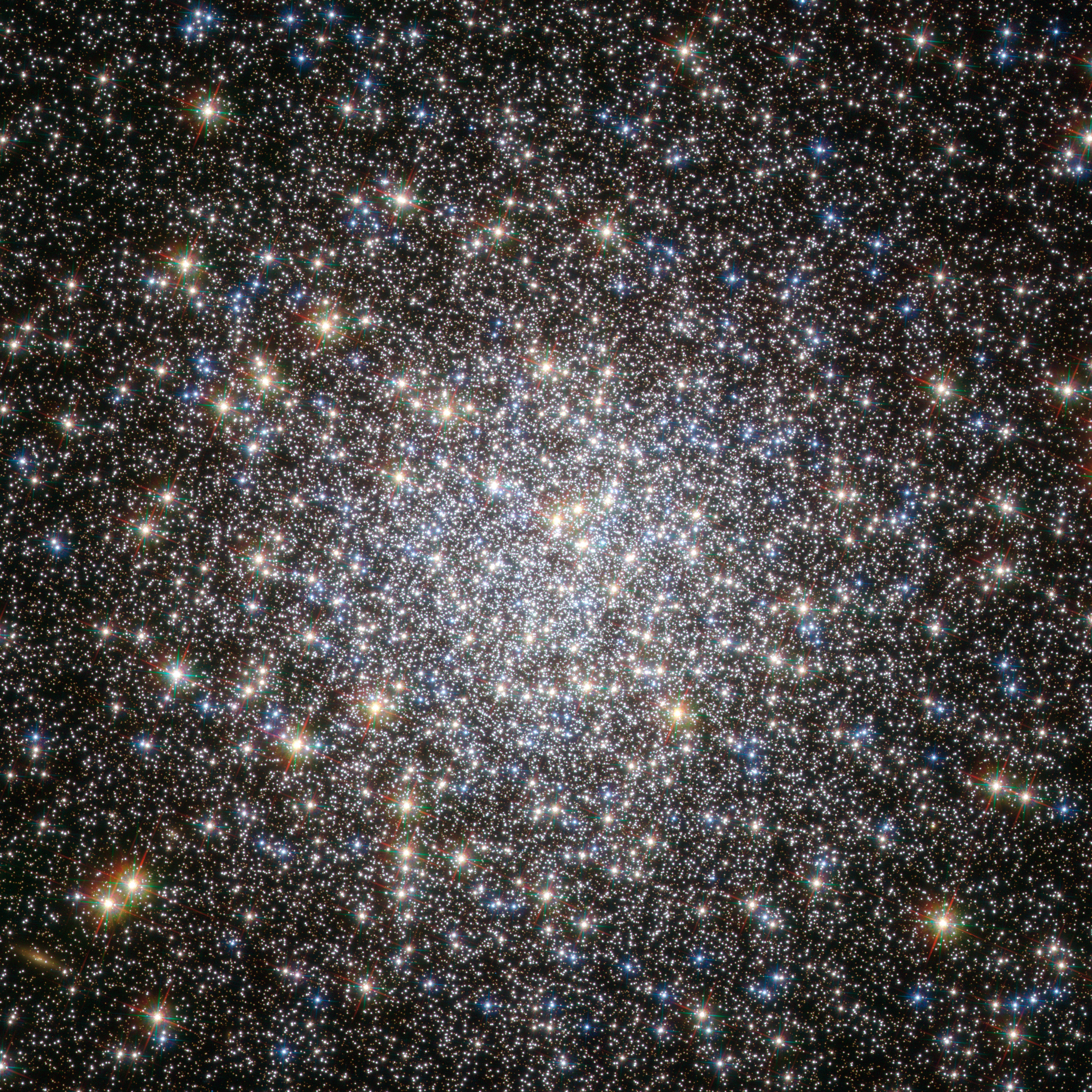
مسية 5 ، كتلة كروية يمكن رؤيتها بالعين المجردة في ظروف جيدة

نظرًا لأن المستوى المجري لا يمر عبر هذا الجزء من كوكبة الحية، فمن الممكن رؤية العديد من المجرات وراء ذلك. ومع ذلك ، توجد بعض هياكل مجرة درب التبانة في ذيل الحية ، مثل مسية 5 ، وهو تجمع كروي يقع على بعد 8 درجات تقريبًا جنوب غرب الحية الفا، بجوار النجم الحية 5 . بالكاد يمكن رؤيته بالعين المجردة في ظل ظروف جيدة ،  ويقع ما يقرب من 25000 لاي بعيد. يحتوي مسية 5 على عدد كبير من النجوم المتغيرة لايارRR المعروفة، ويتراجع عنا عند أكثر من 50 كم / ثانية. يحتوي العنقود على نجمين نابضين من ميلي ثانية، أحدهما في شكل ثنائي، مما يسمح بقياس الحركة المناسبة للعنقود. يمكن أن يساعد الثنائي في فهمنا للمادة المتحللة من النيوترونات؛ الكتلة المتوسطة الحالية، إذا تم تأكيدها، ستستبعد أي معادلة «ناعمة» للحالة لمثل هذه المادة. تم استخدام الكتلة لاختبار لحظات ثنائي القطب المغناطيسي في النيوترينوات، والتي يمكن أن تلقي الضوء على بعض الجسيمات الافتراضية مثل الأكسيون. كتلة كروية أخرى هي بالومار5 ، وتقع جنوب مسية 5. تترك العديد من النجوم هذه الكتلة الكروية بسبب جاذبية مجرة درب التبانة ، وتشكل ذيلًا مدّيًا يبلغ طوله 30000 سنة ضوئية.
L134 / L183 عبارة عن مجمع سديم مظلم من المحتمل أن يتكون مع سحابة ثالثة من شظايا سحابة أصلية واحدة تقع على بعد 36 درجة من المستوى المجري ، وهي مسافة كبيرة للسدم المظلمة. يُعتقد أن المجمع بأكمله يقع على بعد حوالي 140 فرسخ فلكي. يُشار إلى L183 أيضًا باسم L134N، وهو موطن للعديد من مصادر الأشعة تحت الحمراء ، مما يشير إلى مصادر ما قبل النجوم  يُعتقد أنها تقدم أول ملاحظة معروفة لمرحلة الانكماش بين نوى السحب ونوى ما قبل النجم. ينقسم اللب إلى ثلاث مناطق، بكتلة مجمعة تبلغ حوالي 25 كتلة شمسية.
خارج مجرة درب التبانة، لا توجد أجسام لامعة في أعماق السماء لعلماء الفلك الهواة في ذيل الحية، ولا يوجد شيء آخر فوق 10 درجات. ألمعها هي NGC 5962، وهي مجرة حلزونية تقع على بعد حوالي 28 ميغا فرسخ  مع حجم واضح 11.34. أكثر خفوتًا هي NGC 5921، وهي مجرة حلزونية ضلعية مع نواة مجرية نشطة من نوع LINER تقع على مسافة قريبة إلى حد ما على مسافة 21 ميغا فرسخ. تمت ملاحظة مستعر أعظم من النوع الثاني في هذه المجرة في عام 2001 وتم تسميته SN 2001X. ومازال الخافت هو الحلزون NGC 5964  و NGC 6118، حيث يستضيف الأخير المستعر الأعظم SN 2004dk.

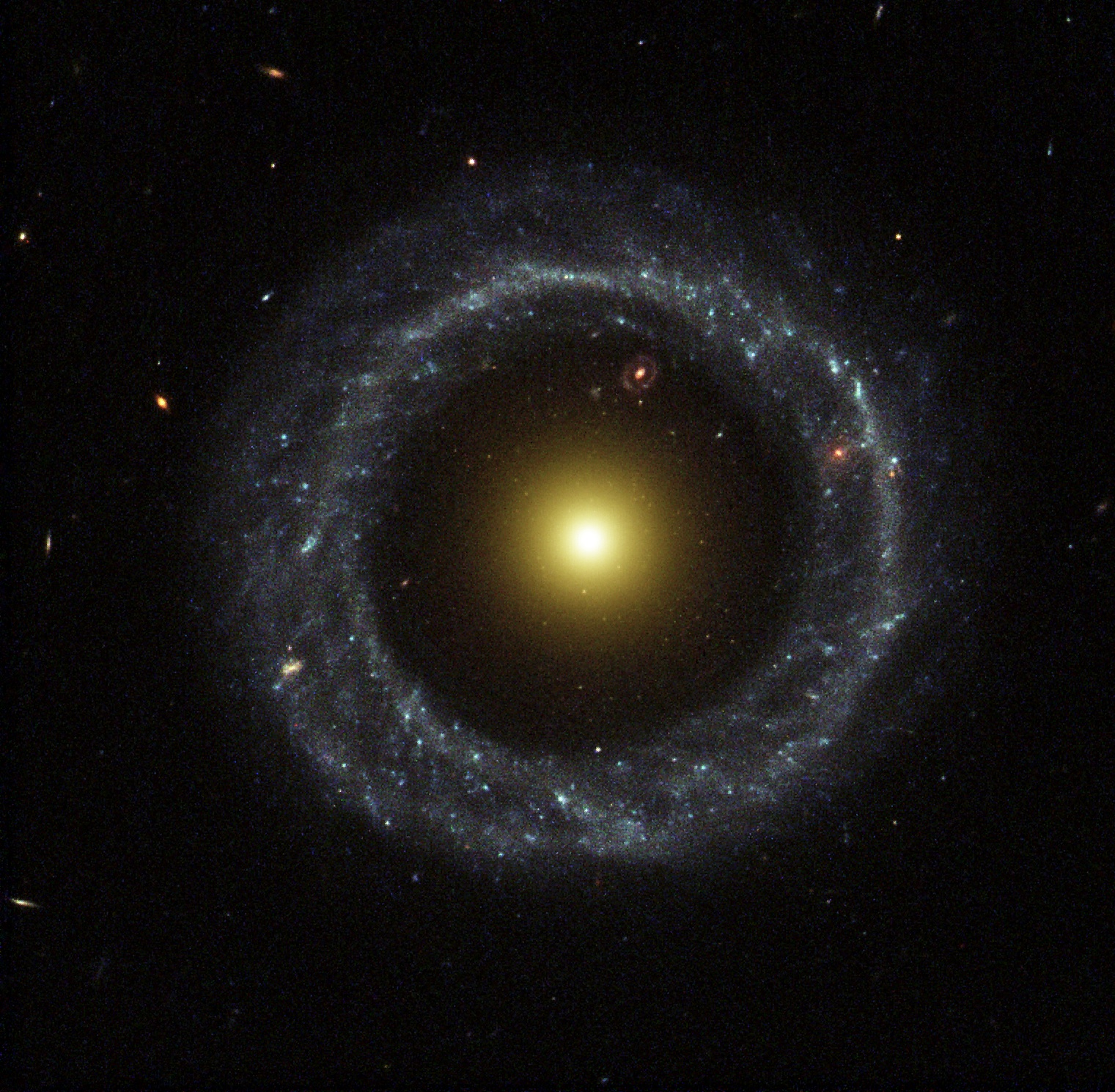
مجرة هوغ، مجرة في كوكبة الحية وعضو من فئة نادرة جدًا تُعرف باسم المجرات الحلقية.

مجرة هوغ، الذي يقع على بعد 600 مليون سنة ضوئية من الأرض، هو عضو في فئة نادرة جدًا من المجرات المعروفة باسم المجرات الحلقية. تتكون الحلقة الخارجية إلى حد كبير من نجوم زرقاء فتية بينما يتكون اللب من نجوم صفراء أقدم. النظرية السائدة فيما يتعلق بتكوينها هي أن المجرة السلفية كانت مجرة حلزونية ضيقة وذراعها سرعات أكبر من أن تحافظ على تماسك المجرة وبالتالي منفصلة. أرب 220 هي مجرة أخرى غير عادية في كوكبة الحية. مجرة الأشعة تحت الحمراء النموذجية فائقة السطوع، Arp 220 أقرب إلى حد ما من مجرة هوغ على بعد 250 مليون سنة ضوئية من الأرض. وهي تتألف من مجرتين حلزونيتين كبيرتين في طور الاصطدام بنواتهما التي تدور على مسافة 1200 سنة ضوئية، مما يتسبب في تكوين نجمي واسع النطاق في كلا المكونين. تمتلك مجموعة كبيرة من أكثر من مليار نجم ، مغطاة جزئيًا بسحب كثيفة من الغبار بالقرب من أحد نواة المجرات. يتألف زوج مجرات آخر متفاعل ، وإن كان في مرحلة مبكرة ، من المجرتين NGC 5953 وNGC 5954. في هذه الحالة، كلاهما مجرتان نشطتان ، الأولى مجرة زايفرت والأخيرة مجرة من نوع LINER. كلاهما يخضع لانفجار من تشكيل النجوم الناتج عن التفاعل.
سداسية زايفرت هي مجموعة من ست مجرات، أربعة منها تتفاعل بقوة الجاذبية واثنتان منها تبدو ببساطة وكأنها جزء من المجموعة على الرغم من المسافة الأكبر بينهما. يقع العنقود المرتبط بالجاذبية على مسافة 190 مليون سنة ضوئية من الأرض ويبلغ عرضه حوالي 100000 سنة ضوئية، مما يجعل مجموعة سداسية زايفرت واحدة من أكثر مجموعات المجرات المعروفة كثافة. يتوقع علماء الفلك أن المجرات الأربع المتفاعلة ستندمج في النهاية لتشكل مجرة إهليلجية كبيرة. كان مصدر الراديو 3C 326 في الأصل منبثقًا من مجرة إهليلجية عملاقة. ومع ذلك، في عام 1990 ، تبين أن المصدر هو بدلاً من ذلك مجرة أصغر حجمًا وأكثر إشراقًا على بعد بضع ثوانٍ قوسية شمالًا. يحتوي هذا الجسم، المسمى 3C 326 N، على غاز كافٍ لتشكيل النجوم، ولكن يتم تثبيطه بسبب الطاقة من نواة المجرة الراديوية.
العنقود المجري الأكبر بكثير هو الانزياح الأحمر -0.0354 أبيل 2063 . يُعتقد أن العنقود يتفاعل مع مجموعة المجرات القريبة MKW 3s ، بناءً على قياسات السرعة الشعاعية للمجرات وتحديد موقع مجرة القرص المضغوط في مركز أبيل 2063. تظهر المجرة النشطة في مركز MKW 3s - NGC 5920 - أنها تخلق فقاعة من الغاز الساخن من نشاطها الراديوي. بالقرب من النجم الخامس Pi Serpentis يقع AWM 4 ، وهو كتلة تحتوي على فائض من المعادن في وسط داخل العنقود. المجرة المركزية NGC 6051 هي مجرة راديوية مسؤولة على الأرجح عن هذا التخصيب. على غرار AWM 4 ، تحتوي مجموعة Abell 2052 على مجرة راديو cD مركزية ، 3C 317 . يُعتقد أن هذه المجرة الراديوية قد أعيد تشغيلها بعد فترة من الخمول أقل من 200 عام. تحتوي المجرة على أكثر من 40000 عناقيد كروية معروفة ، وهو أعلى مجموع معروف لأي مجرة اعتبارًا من عام 2002.

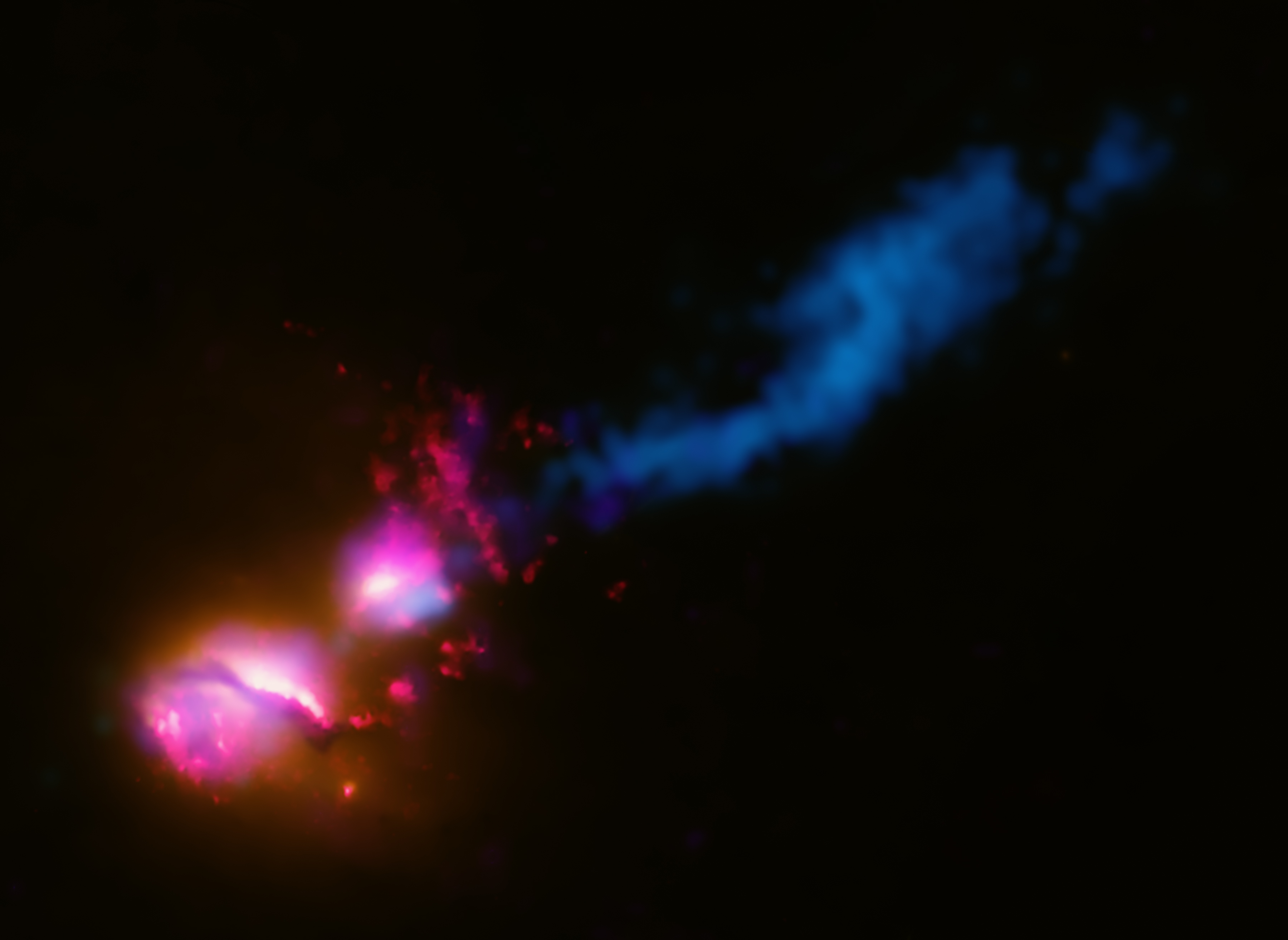
صورة مركبة من 3C 321، زوج مجرة مدمج نشط

يتكون زوج الكوازارات 4C 11.50 من اثنين من الكوازارات بفاصل أقل من 5 ثوانٍ قوسية ، وهو أحد أزواج الكوازارات الأقرب بصريًا في السماء. ومع ذلك ، فإن كلاهما لهما انزياحات حمراء مختلفة بشكل ملحوظ ، وبالتالي لا علاقة لهما. لا يمتلك العضو الأمامي للزوج (4C 11.50 A) كتلة كافية لكسر الضوء من مكون الخلفية (4C 11.50 B) بما يكفي لإنتاج صورة بعدسة، على الرغم من أنه يحتوي على رفيق حقيقي خاص به. زوج المجرات الأكثر غرابة هو 3C 321. على عكس الزوج السابق ، تتفاعل المجرتان اللتان تشكلان 3C 321 مع بعضهما البعض وهما في طور الاندماج. يبدو أن كلا العضوين عبارة عن مجرات نشطة ؛ قد تكون المجرة الراديوية الأولية مسؤولة عن النشاط في المرحلة الثانوية عن طريق مادة القيادة النفاثة الأولى على الثقب الأسود الهائل للأخير.
تم العثور على مثال على عدسة الجاذبية في المجرة الراديوية 3C 324 . كان يعتقد في البداية أنها مجرة راديوية مفردة متداخلة مع انزياح أحمر لـ z = 1.206 ، تم العثور عليها في عام 1987 على أنها في الواقع مجرتان ، مع المجرة الراديوية عند الانزياح الأحمر المذكور أعلاه والتي تم التقاطها بواسطة مجرة أخرى عند الانزياح الأحمر z = 0.845. تم اكتشاف أول مثال لمجرة راديوية متعددة الصور ،  يبدو أن المصدر مجرة بيضاوية ذات حارة غبار تحجب رؤيتنا للانبعاثات المرئية والأشعة فوق البنفسجية من النواة. حتى في الأطوال الموجية الأقصر ، فإن جرم بل لاسرتا PG 1553 + 113 هو باعث ثقيل لأشعة جاما. هذا الكائن هو الأبعد الذي تم اكتشافه لإصدار فوتونات ذات طاقات في نطاق TeV اعتبارًا من عام 2007. الطيف فريد من نوعه ، مع انبعاث قوي في بعض نطاقات طيف أشعة جاما في تناقض صارخ مع الانبعاث الناعم في نطاقات أخرى. في عام 2012، اندلع الجسم في طيف أشعة جاما ، وتضاعف لمعانه ثلاث مرات لمدة ليلتين، مما سمح بقياس الانزياح الأحمر بدقة على شكل z = 0.49 
لوحظ العديد من رشقات أشعة جاما (GRBs) في ذيل الحية، مثل GRB 970111، أحد ألمع GRBs التي لوحظت. لم يتم العثور على حدث عابر بصري مرتبط بهذا GRB، على الرغم من شدته. أثبتت المجرة المضيفة في البداية أيضًا أنها بعيدة المنال ، ولكن يبدو الآن أن المضيف هو مجرة زايفرت تقع في redshift z = 0.657. كما كان الوهج اللاحق للأشعة السينية لـ GRB أكثر خفوتًا من نظيره في GRBs الأخرى باهتة. الأبعد هو GRB 060526 (الانزياح الأحمر z = 3.221)، والتي تم من خلالها الكشف عن الأشعة السينية والتوهجات البصرية. كانت GRB باهتة جدًا لفترة طويلة من GRB.

#### مجرات الذيل

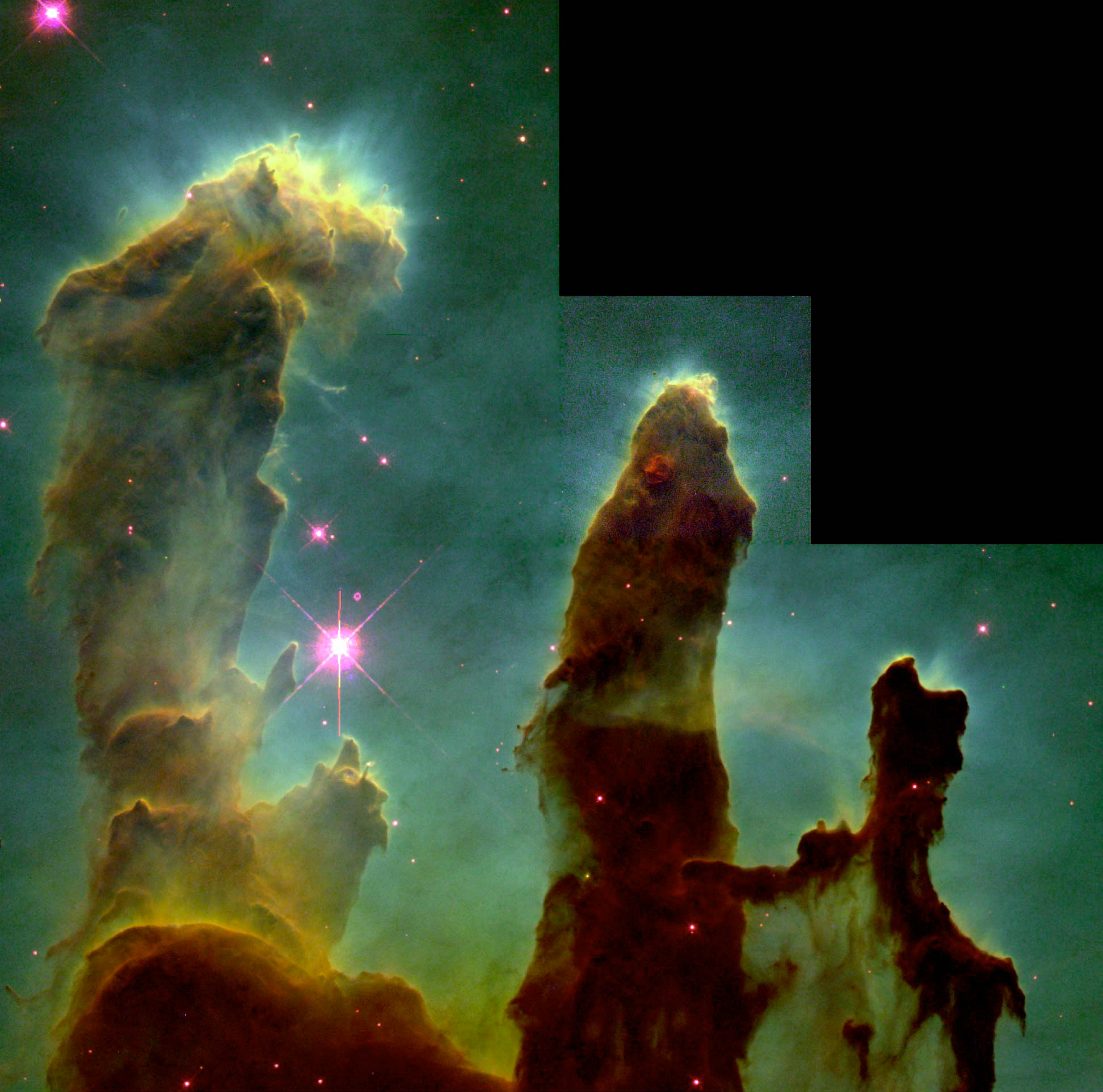
أعمدة الخلق، منطقة تشكل النجوم معروفة في سديم النسر، اشتهرت بهذه الصورة التي التقطتها هابل.

يمر جزء من الطائرة المجرية عبر الذيل، وبالتالي فإن ذيل الحية غني بأجسام السماء العميقة داخل مجرتنا. يقع سديم النسر ومجموعة النجوم المرتبطة به، ميسية 16 على بعد 7000 سنة ضوئية من الأرض في اتجاه مركز المجرة. يقيس السديم 70 سنة ضوئية في 50 سنة ضوئية ويحتوي على أعمدة الخلق، وهي ثلاث غيوم غبارية اشتهرت بالصورة التي التقطها تلسكوب هابل الفضائي. النجوم التي ولدت في سديم النسر والتي تمت إضافتها إلى تلك التي يبلغ عمرها التقريبي 5 ملايين سنة، يبلغ متوسط درجة الحرارة فيها 45000 درجة كلفن وتنتج كميات هائلة من الإشعاع الذي سيؤدي في النهاية إلى تدمير أعمدة الغبار. على الرغم من شهرته، إلا أن سديم النسر خافت إلى حد ما، حيث يبلغ حجمه المتكامل حوالي 6.0. غالبًا ما تكون مناطق تشكل النجوم في السديم عبارة عن كريات غازية تتبخر. على عكس كريات بوك، فإنها تحمل نجمًا أوليًا واحدًا فقط.
شمال ميسيه 16، على مسافة 2000 فرسخ فلكي تقريبًا ، توجد رابطة OB الحية OB2، التي تحتوي على أكثر من 100 نجمة OB. منذ حوالي 5 ملايين سنة، يبدو أن الارتباط لا يزال يحتوي على مناطق تشكل النجوم، ويضيء الضوء المنبعث من منطقة هيدروجين II. داخل المنطقة هذه توجد المجموعة المفتوحة NGC 6604، والتي هي نفس عمر رابطة OB المحيطة،  ويعتقد الآن أن الكتلة هي ببساطة الجزء الأكثر كثافة فيها. يبدو أن الكتلة تنتج مدخنة حرارية من الغاز المتأين ، بسبب تفاعل الغاز من قرص المجرة مع الهالة المجرية.
العنقود المفتوح الآخر في ذيل الحية هو IC 4756، الذي يحتوي على الأقل على نجمة واحدة بالعين المجردة، HD 172365  (نجم آخر يرى بالعين المجردة في المنطقة المجاورة، HD 171586، هو على الأرجح غير ذي صلة). تم وضعه على بعد حوالي 440 فرسخ فلكي، يقدر عمر المجموعة بحوالي 800 مليون سنة، وهي قديمة جدًا بالنسبة للعنقود المفتوح. على الرغم من وجود مجرة درب التبانة في ذيل الحية ، يمكن العثور على مجموعة كروية واحدة: NGC 6535، على الرغم من أنها غير مرئية للعين المجردة ، يمكن صنعها في تلسكوبات صغيرة شمال زيتا سيربنتيس. لا تحتوي هذه المجموعة على متغيرات ليرا RR المعروفة، وهي صغيرة جدًا ومتناثرة بالنسبة للعنقود الكروي،
MWC 922 هو نجم محاط بسديم كوكبي. يُطلق على السديم الكوكبي اسم سديم المربع الأحمر نظرًا لتشابهه مع سديم المستطيل الأحمر، ويبدو أنه مربع كامل تقريبًا مع شريط مظلم حول المناطق الاستوائية. يحتوي السديم على حلقات متحدة المركز تشبه تلك الموجودة في المستعر الأعظم SN 1987A  MWC 922 بحد ذاته هو
متغير الكلبية الكبرى اف اس، مما يعني أنه نجم Be يحتوي على خطوط انبعاث هيدروجين ساطعة بشكل استثنائي بالإضافة إلى خطوط محظورة محددة، ويرجع ذلك على الأرجح إلى وجود ثنائي قريب. شرق الحيةXi هو سديم كوكبي آخر، أبيل 41 ، يحتوي على النجم الثنائي الحية ام تي في مركزه. يبدو أن السديم له هيكل ثنائي القطب ، وقد وجد أن محور تناظر السديم يقع ضمن 5 درجات من الخط العمودي على المستوى المداري للنجوم ، مما يعزز الارتباط بين النجوم الثنائية والسدم الكوكبية ثنائية القطب. على الطرف الآخر من طيف العمر النجمي يوجد L483، وهو سديم مظلم يحتوي على النجم الأولي IRAS 18418-0440 . على الرغم من تصنيفه على أنه نجم أولي من الفئة 0، إلا أنه يحتوي على بعض الميزات غير العادية لمثل هذا الكائن، مثل عدم وجود رياح نجمية عالية السرعة، وقد تم اقتراح أن هذا الكائن يمر بمرحلة انتقالية بين الفئة 0 والفئة الأولى. يوجد سديم متغير حول النجم الأولي، على الرغم من أنه مرئي فقط في ضوء الأشعة تحت الحمراء.

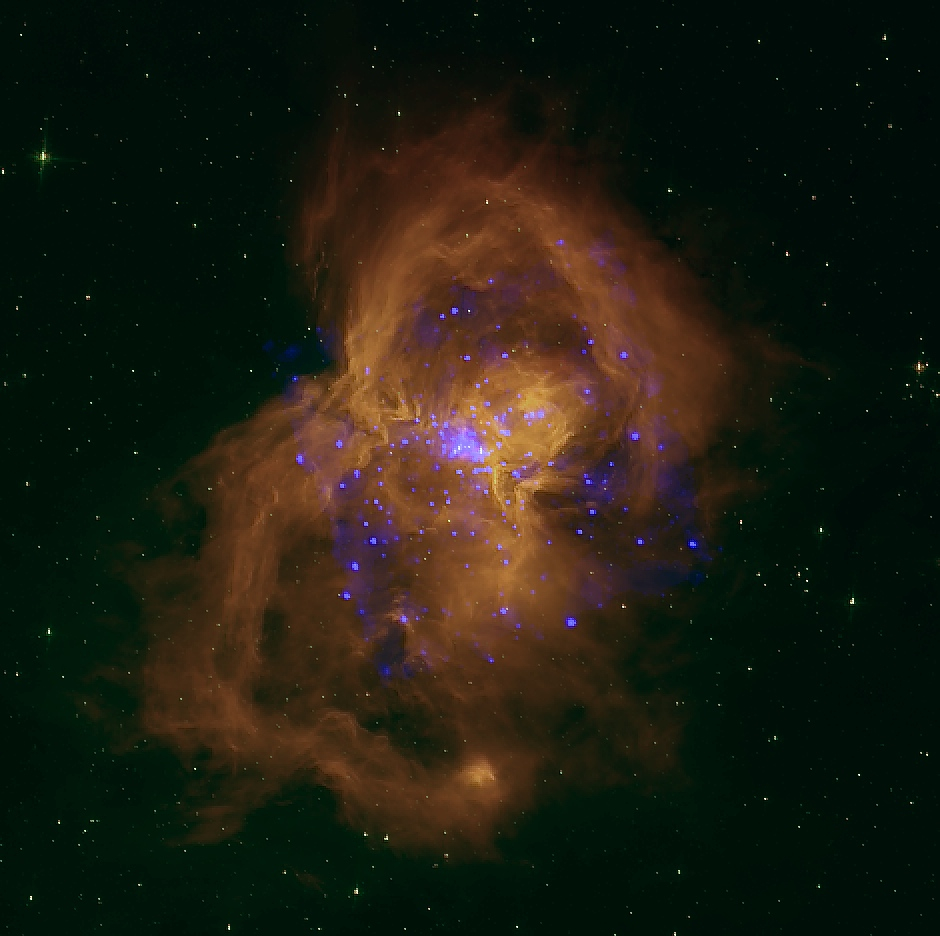
ويسترهوت 40، أحد أقرب المواقع لتكوين النجوم الضخم

سحابة الحية عبارة عن سحابة جزيئية ضخمة تتكون من النجوم وتقع في الجزء الجنوبي من ذيل الحية. على بعد مليوني سنة فقط  و420 فرسخ فلكي،  من المعروف أن السحابة تحتوي على العديد من النجوم الأولية مثل الحية FIRS 1  والحية SVS 20 . تم الكشف عن عنقود سربنز الجنوبي الأولي بواسطة تلسكوب سبيتزر الفضائي التابع لناسا في الجزء الجنوبي من السحابة،  ويبدو أن تشكل النجوم لا يزال مستمراً في المنطقة. موقع آخر لتشكيل النجوم هو مجمع ويستر هوت 40، والذي يتكون من منطقة HII بارزة مجاورة لسحابة جزيئية. تقع على بعد حوالي 500 فرسخ فلكي،  وهي واحدة من أقرب المناطق الضخمة لتكوين النجوم، ولكن نظرًا لأن السحابة الجزيئية تحجب منطقة HII ، مما يجعل من الصعب رؤيتها والمجموعة المدمجة فيها بشكل مرئي، لم تتم دراستها جيدًا مثل الآخرين. من المحتمل أن تحتوي المجموعة المدمجة على أكثر من 600 نجم فوق 0.1 كتلة شمسية، مع العديد من النجوم الضخمة ، بما في ذلك نجم واحد على الأقل من النوع O، وهو مسؤول عن إضاءة منطقة HII وإنتاج فقاعة.
على الرغم من وجود مجرة درب التبانة ، تظهر العديد من المجرات النشطة في ذيل الحية أيضًا، مثل PDS 456، الموجودة بالقرب من الحية اكس أي. المجرة النشطة القريبة الأكثر إضاءة من حيث الجوهر،  تم العثور على هذا المجرة النشطة متغيرة للغاية في طيف الأشعة السينية. وقد سمح ذلك بإلقاء الضوء على طبيعة الثقب الأسود الهائل في المركز، والذي يُحتمل أن يكون ثقبًا أسودًا من نوع كير. من المحتمل أن الكوازار يمر بمرحلة انتقالية من مجرة تحت حمراء فائقة السطوع إلى كوازار كلاسيكي هادئ الإشعاع ، ولكن هناك مشاكل مع هذه النظرية ، ويبدو أن الجسم كائن استثنائي لا يقع تمامًا ضمن أنظمة التصنيف الحالية. يوجد بالقرب من NRAO 530، وهو بلازار معروف أنه يشتعل في الأشعة السينية من حين لآخر. كان أحد هذه التوهجات أقل من 2000 ثانية، مما يجعله أقصر توهج لوحظ في بلازار اعتبارًا من عام 2004. يبدو أن بلزار يظهر أيضًا تباينًا دوريًا في خرج الموجة الراديوية على مدى فترتين مختلفتين من ست وعشر سنوات.

### زخات الشهب
هناك نوعان من زخات الشهب خلال النهار التي تشع من كوكبة الحية، أوميغا الحية وسيجما الحية. ذروتهما بين 18 ديسمبر و25 ديسمبر.

## روابط خارجية
- The Deep Photographic Guide to the Constellations: Serpens (Caput)
- The clickable Serpens (Caput)
- Warburg Institute Iconographic Database (medieval and early modern images of Serpens), more can be found under Serpentarius